# Chapelle Notre-Dame-de-Bonsecours de Nantes
Pour les articles homonymes, voir Chapelle Notre-Dame-de-Bon-Secours.
La chapelle Notre-Dame-de-Bonsecours est un ancien lieu de culte catholique situé à Nantes dans le département français de la Loire-Atlantique.

## Historique
En 1366, la construction de la forteresse de Pirmil, sur la rive sud de la Loire, apporte une sécurité relative sur les îles parcourues par la ligne de ponts franchissant le fleuve. L'île de la Saulzaie (partie orientale de l'île Feydeau), la plus proche de la ville, s'urbanise en premier.
Elle devient suffisamment peuplée pour qu'une chapelle primitive soit édifiée en 1443, à une soixantaine de mètres de son emplacement actuel, entre les actuelles rue Haute-Saulzaie, rue Bon-Secours et allée Duguay-Trouin. Elle devient le but de nombreux pèlerinages, avant de tomber peu à peu en vétusté au milieu du XVIIIe siècle.
La chapelle que nous connaissons aujourd'hui, située au no 18 du quai Turenne, est construite en 1776-1780. Elle ferme en 1793 en raison des événements liés à la Révolution française. Le bâtiment est vendu en 1795 comme bien national pour être divisé en quatre lots d'habitation.
Les façades et toitures du bâtiment sont inscrites au titre des monuments historiques par arrêté du 21 décembre 1984. Entre 2011 et 2014, l'édifice fait l'objet d'importants travaux de restauration dirigés par l'atelier Architecture Munsch.

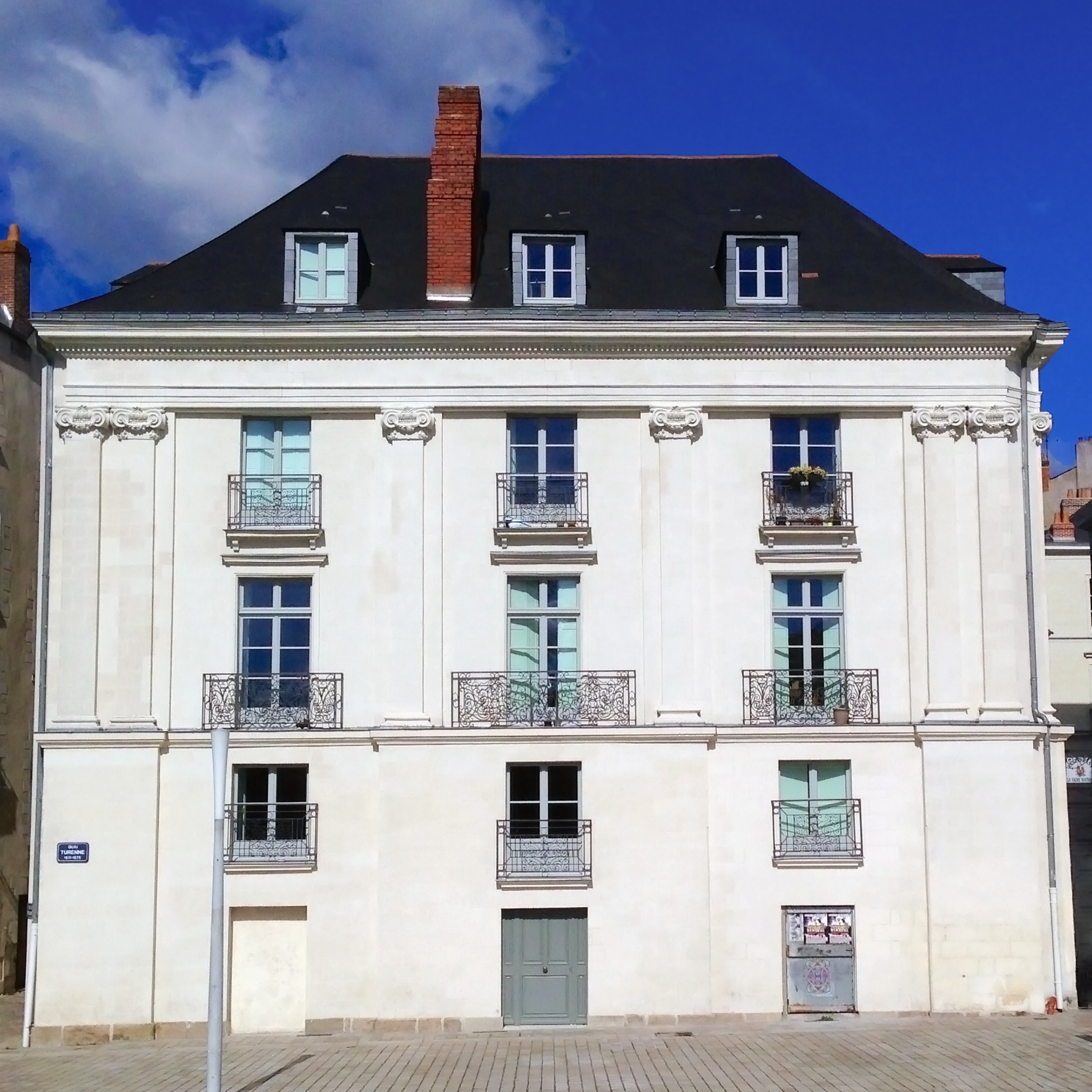
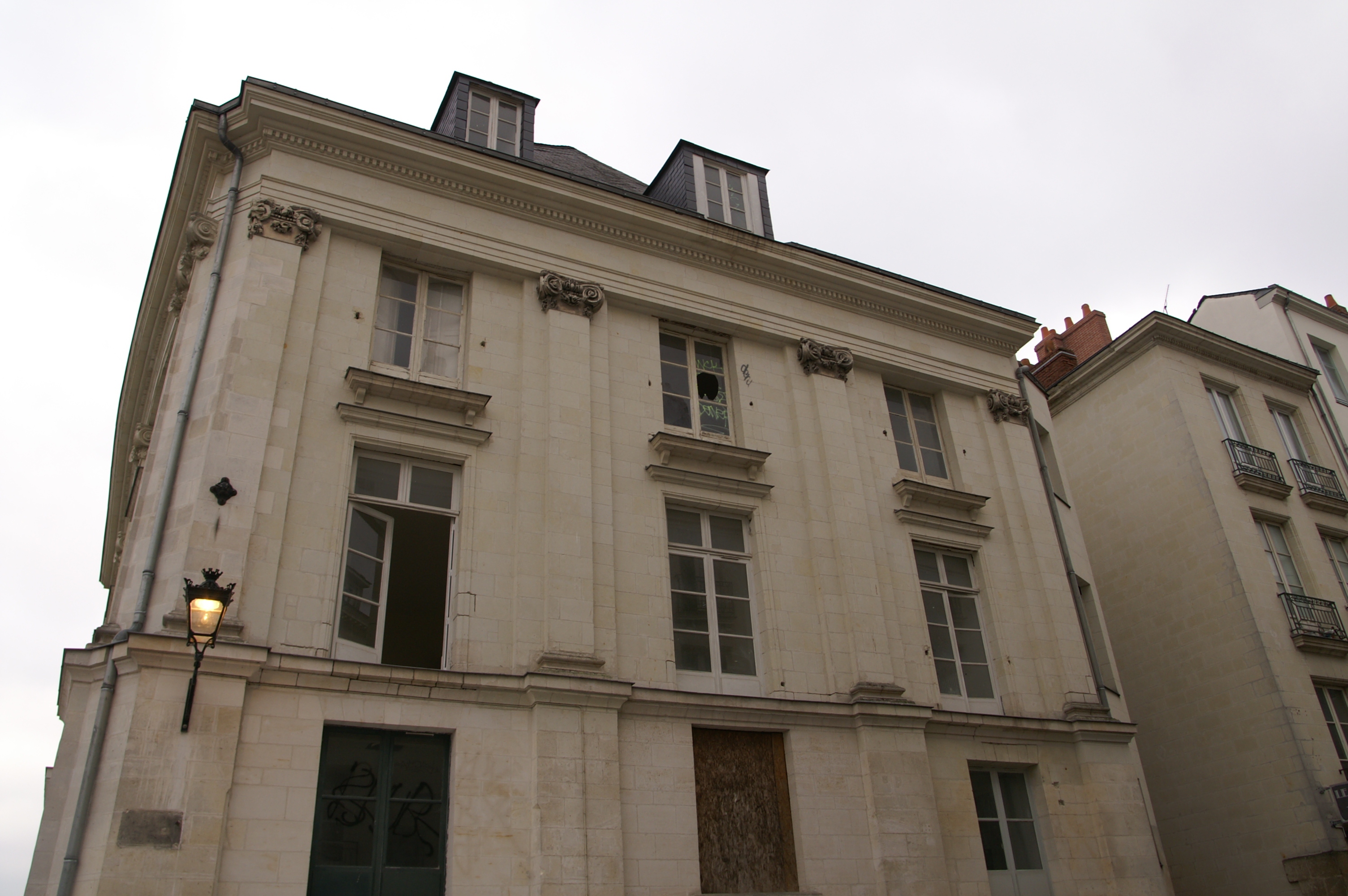
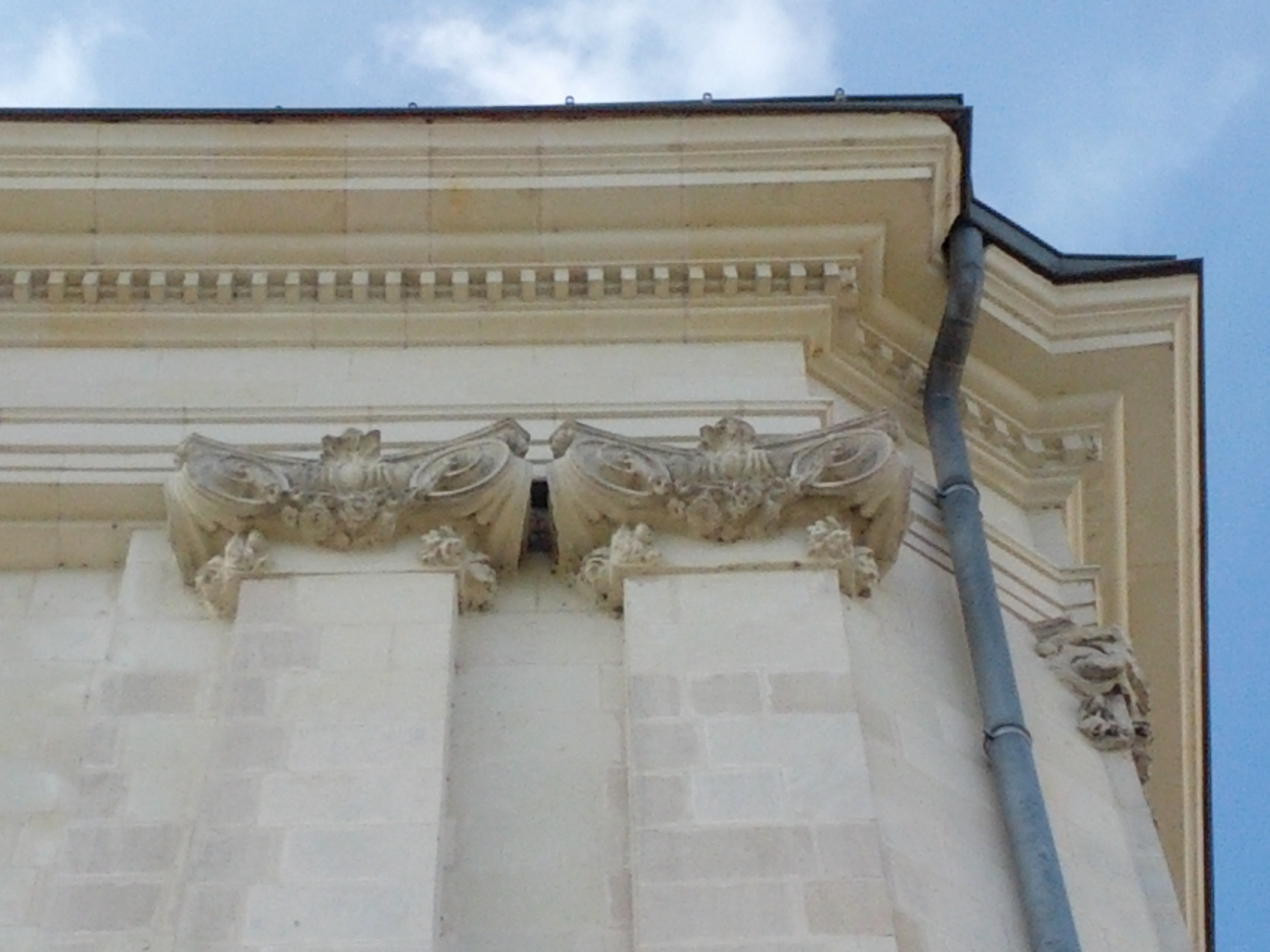

### Notre-Dame de Bon-Secours
Dans ce sanctuaire, on invoquait Notre-Dame du Bon Secours, vénérée à Nantes depuis le XVe siècle. La chapelle lui était dédiée. En 1793, la statue de la Vierge est sauvée par des paroissiens qui la conservèrent dans leur famille jusqu'en 1920, date à laquelle elle est restituée à la paroisse. Mise à l'abri dans la crypte de la cathédrale de Nantes pendant la Seconde Guerre mondiale, la statue est cependant endommagée par les bombardements alliés du 15 juin 1944. Restaurée en 1945, elle orne désormais la niche située à gauche de l'autel de Notre-Dame de Bon-Secours de l'église Sainte-Croix de Nantes. Celui-ci abrite depuis 1903 une statue exécutée en 1864 par le sculpteur Émilien Cabuchet.
Après la Révolution française, le pèlerinage à Notre-Dame de Bon-Secours reprit dès le début du XIXe siècle.